# 동물 다양성 웹
동물 다양성 웹(Animal Diversity Web, 약자: ADW)은 수천 종의 동물에 관한 자연사와 분류학, 생물 종의 특징, 보전생물학, 분포 지역 정보 등을 수집 정리하는 온라인 데이터베이스의 일종이다. 사진과 소리 클립, 가상 박물관 등을 포함하고 있다. 1995년 미시간 대학교의 생물학 교수였던 필립 마이어스(Philip Myers)가 창립했다.
동물 다양성 웹은 온라인 백과사전의 역할을 하며 각각의 종 계정에 해당 종의 기본 정보가 표시된다. 웹사이트는 직원과 기여자가 작성한 로컬 관계형 데이터베이스를 사용한다. 각 종 계정에는 지리적 범위와 서식지, 형태적 특징, 발달, 생식, 수명, 의사소통 및 지각, 습성, 식습성, 포식, 보전 상태 등이 포함된다. 가상 박물관이 대부분의 포유류를 포함하고 있고, 가상으로 보여줄 수 있는 수많은 두개골을 보유하고 있다.